# Фрашкерић
Фрашкерић је ненасељено острвце у хрватском делу Јадранског мора у акваторији општине Медулин.
Налази се између острва Веруде и Фрашкера око 400 метара јузно од Веруде. Површина острва износи 0,025 km². Дужина обалске линије је 0,61 км.. Највиши врх на острву је висок 7 метара.